# MOST
媒體導向系統傳輸簡稱MOST（英文：Media Oriented Systems Transport）是一種汽車產業的網路介面標準，主要是為了讓汽車或其他運輸交通工具內的多媒體組件能夠互連而設計。
MOST與原有的車用網路技術不同，它運用光纖來進行主幹性的大量、高速傳輸，使得支末的匯流排連接在傳輸率上能遠超越過去的Vehicle-bus技術。
MOST的資料通訊標準、規範等規格制訂上完全遵循與實現ISO/OSI的網路七層參考模型。MOST網路通常採行環狀（Ring）的連接拓樸，不過若為了因應更嚴苛的應用需求也可以改採星狀（Star）或雙環狀（Double Ring）的連接拓樸，而網路上最多可以連接64個裝置或節點，且MOST具有隨插即用的特性，允許隨時增減節點數。
在64個節點中，有一個時序主控者（Timing Master）的節點負責持續送出資料訊框到環狀連接中，時序主控者等於是擔任資料閘門的角色工作。除此之外其他的節點為時序受控者（Timing Slave），受控者若處在閒置、休眠等狀態，也會不斷接收到來自主控者所發送出來的同序（preamble）、信頭（packet header）。
MOST的總頻寬（包含串流資料與封包資料）達每秒23M個鮑率，並有60個通道、15個MPEG-1通道，這些可由設計者自行規劃配置。
MOST是由MOST Cooperation公司所研創，並由多家汽車製造業者共同支持為產業標準，這些業者包括福特汽車（Ford Motor Company）、寶馬汽車（BMW）、戴姆勒-克莱斯勒汽車（Daimler AG）、以及通用汽車（General Motors Corporation）。
此外一線的車用電子供應業者，如英飛凌（Infineon Technologies）、Delco（通用汽車的一個部門）、電裝（Denso，豐田汽車的一個部門），以及視聽設備的製造業者，如索尼、飛利浦、Linn Products以及摩托羅拉等，都是MOST技術的支持者。另外MOST是SMSC公司的註冊商標，MOST Cooperation已獲得授權許可，可免費使用此一商標。

## 外部連結
- MOST Cooperation的官方網站 （页面存档备份，存于）（英文）
- MOST技術的歷史（英文）
- 車用電子之多媒體傳控網路：MOST技術（繁體中文）